# Moscow Nights
Moscow Nights (bra: Noites de Moscou; prt: Noites Moscovitas) é um filme britânico de drama de 1935 dirigido por Anthony Asquith e com a participação de Laurence Olivier, Penelope Dudley-Ward e Harry Baur. A história gira à volta de um oficial do exército russo que se apaixona pela sua enfermeira.

## Sinopse
O jovem capitão Ivan Ignatoff (Laurence Olivier), enquanto recupera dos seus ferimentos de uma batalha da I Guerra Mundial, apaixona-se pela enfermeira Natasha (Dudley-Ward); no entanto a familia desta combinou o seu casamento com o rico negociante Peter Briokov (Harry Bauer). Entretanto, Ignatoff é acusado de espionagem e depende do testemunho do seu rival Briokov para provar a sua inocência; no julgamento, Briokov hesita na resposta, mas depois de visualizar mentalmente Ignatoff a ser executado, testemunha a seu favor, salvando-o.

## Elenco
- Harry Baur ... Brioukov
- Penelope Dudley-Ward ... Natasha
- Laurence Olivier ... Capitão Ignatoff
- Athene Seyler ... Madame Sabline[4]
- Lilian Braithwaite ... Condessa
- Morton Selten ... Kovrin[3]
- Sam Livesey ... Fedor
- Robert Cochran ... Polonsky[3]
- Hay Petrie ... Espião[3]
- Walter Hudd ... Médico[3]
- Kate Cutler ... Madame Kovrin[3]
- C.M. Hallard ... Presidente do Tribunal Marcial[3]
- Charles Carson ... Advogado de defesa[3]
- Edmund Willard ... Advogado de acusação[3]
- Morland Graham ... Criado de Bioukov[3]

## Produção
O filme, feito como um orçamento de £ 60.000, é uma remake do filme francês Les Nuits de Moscow, de 1934, com base numa novela não-publicada de Pierre Benoît. Alexander Korda adquiriu o filme para o adaptar e também contratou o seu ator principal, Hary Baur, e o realizador, Alexis Granowsky (para ser produtor da versão britânica). Olivier e Dudley-Ward estavam em princípio de carreira e tinham sido recentemente contratados para a companhia de Korda, a London Films Prpduction. No entanto, na versão final o filme foi distribuído sem fazer referência a Korda no genérico, indicado apenas Granowsky como produtor.

## Crítica
Escrevendo para The Spectator em 1935, Graham Greene chamou o filme de "completamente fraudulento" e "o pior, tal como o mais badalado, filme do ano". Asquith e Dudley-Ward foram partocularmente criticados, com Greene descrevendo a direção de Asquith como "pueril"  e a interpretação de  Dudley-Ward como "charadas de casa de campo". Embora Greene tenha elogiado a atuação das outras estrelas do filme, e notado que os anteriores trabalhos de Asquith eram caracterizadas pelo recurso a "truques", comentou que "agora o saco de truques [de Asquith] pareceu vazio".